# Лікарня Обершвабен
Лікарня ́Обершвабен (нім. OSK Oberschwabenklinik) — об'єднання лікарень, що знаходяться в містах Бад-Вальдзе, Равенсбург, Ванген-ім-Алльгой. Найбільша лікарня імені Святої Єлизавети знаходиться в місті Равенсбург.

### Історія об'єднаних лікарень
Об'єднання лікарень було здійснено в 1997 році. В 2020 року в лікарнях обслуговувалося 39000 пацієнтів в стаціонарі та 104000 амбулаторно. Лікарня Обершвабен має понад 3000 робочих місць та є одним найбільшим працедавців в районі Равенсбург. Лікарня «14 помічників» (14 Nothelfer) у Вайнгартені не відноситься до об'єднання лікарень OSK.
В 2012 році лікарні в місті Лойткірх та Існі мали великі витрати. Такі ж самі великі витрати, мала в минулому лікарня Святого Духа (свят-привид лікарні) в місті Равенсбург. 9 лютого 2012 року крейстаг Равенсбурга вирішую припинити роботу лікарень в містах Лойткірх та Існі. І вже 30 червня 2013 року лікарню в Лойткірх було зачинено.

#### Лікарні
- Лікарня ім. Святої Єлізавети в м. Равенсбург[de] (542 койкомісць)
- Лікарня в м. Ванген (228 койкомісць)
- Лікарня в м. Бад Вальдзее (85 койкомісць)
- Шпиталь Святого Духа (Heilig Geist Spital) у Равенсбурзі (Геронтологічний реабілітаційний центр на 44 місця)

#### Центри та напрямки
- Центр для хворих на діабет дітей, молоді та дорослих
- Центр серцево-судинних захворювань
- Центр невралгії
- Центр травматології
- Центр онкології
- Регіональний центр терапії болю
- Сертифікований центр Обершвабен для хворих на рак грудей
- Напрямок перинатології
- Сертифікований центр судинних хвороб
- Сертифікований центр хвороб ожиріння
- Сертифікований центр кишкових захворювань
- Центр інсульту
- Амбулаторний операційний центр для м. Лойткірх

З 2012 року Фонд Святої Єлизавети з м. Бад Вальдзеє веде Соціально-педіатричний Центр, який є членом лікарень Обершвабен. Водночас Фонд створив там школу для хворих дітей.